# اشترسهاوزن
اشترسهاوزن (به آلمانی: Echtershausen) یک شهر در آلمان است که در بیتبورگ-پروم واقع شده‌است.